# 흉어
흉어(凶漁)는 생선이 많이 잡히지 않는 일이다.

## 흉어가 발생하는 원인

### 생선의 소량 번식
어업을 하는 해역에서 생선이 소량번식할 때 이루어지는 흉어이다.
지구온난화가 지속되면서 동해에 서식하던 명태가 오호츠크로 대거 이동하는 식이다.
이때 동해에서 명태잡이를 하면 흉어이다.

### 불법조업의 확산
중국이 나진특급시를 통하여 동해에 진출하면서 동해에서 중국 어선들이 불법조업하는 일이 많다.
이때 동해북부에서 중국 어선들이 불법조업으로 낚는 오징어들이 많다.
따라서 해당 동해 해역에서 오징어어획량 감소로 대한민국 어선들은 어획량이 감소하여 흉어이다.